# 200 Clarendon Street
Le 200 Clarendon Street (anciennement John Hancock Tower) est le plus haut gratte-ciel de la ville de Boston dans l'État du Massachusetts. D'une hauteur de 241 mètres, la façade est entièrement vitrée. Cette tour a été construite en 1976 et se situe à Copley Square, loin de la zone de gratte-ciel du centre-ville de Boston.

## Description
C'est la plus haute construction à Boston et même de toute la Nouvelle-Angleterre. Elle mesure 241 mètres de haut et compte 60 étages. L’extérieur du bâtiment est composé de 10 344 panneaux de verre réflecteurs. 
En 1977, l'American Institute of Architects (Institut des architectes des États-Unis) a présenté à l'entreprise un Prix d'honneur national pour le bâtiment et en 2011 lui a conféré le « Twenty-five Year Award » (« Prix des vingt-cinq ans »).
L'adresse officielle est 200 Clarendon Street, mais les occupants utilisent «Hancock Place» et «200 Clarendon Street» comme adresse postale pour les bureaux dans le bâtiment.
La compagnie d'assurance John Hancock était à l'origine le principal locataire de l'immeuble, mais elle a annoncé en 2004 que certains bureaux déménageraient dans un autre bâtiment neuf, également à Boston, se situant au 601 Congress Street, à Fort Point.

## Architecture
Le bâtiment moderne conçu par Henry N. Cobb contraste avec les bâtiments du XIXe siècle du quartier. À l'époque où il a été construit, la construction d'un gratte-ciel monolithe moderne à Copley Square, un site avec de nombreux bâtiments historiques importants, a suscité un intense débat. Cobb, en association avec la firme d'architecture I.M. Pei & Partners, ont proposé une élégante tour de 60 étages avec un mur-rideau en verre, un contraste frappant avec l'église romane du XIXe siècle en face de la rue, l’Église Trinity. Une des préoccupations majeures des architectes était l’ombre qui résidait sur cette église, ce qui les a amenés à redessiner les plans de la tour. La combinaison s'avère bien fonctionner : la paroi en verre de la tour John Hancock reflète l'environnement et n'interfère pas avec lui.
I.M. Pei mettait plus tard en œuvre une solution similaire à Paris, où une pyramide de verre est placée au milieu du Louvre historique appelée la Pyramide du Louvre.
Adjacent à la tour moderne de John Hancock se trouve l’ancienne tour de John Hancock de 1947 encore appelée Berkeley Building. Ce bâtiment art déco a un toit en forme de pyramide et est surmonté d'une balise météo. La balise a une couleur différente selon les conditions météorologiques: le bleu clair signifie une vue dégagée, le bleu clignotant signifie que les nuages sont persistants, des signaux rouges réguliers s'observent et un feu rouge clignotant met en garde contre la neige.

## Problème d'ingénierie
Le bâtiment était un point de repère très attendu conçu par un architecte très respecté, mais était connu dans les années 1970 pour ses défauts d'ingénierie ainsi que pour ses réalisations architecturales.
L’ouverture du bâtiment a été retardée de 1971 à 1976, et le coût total est monté en flèche de 75 millions de dollars à 175 millions de dollars. C’était un embarras pour l’entreprise, pour les architectes modernistes et l’industrie de l’architecture.
Au cours de la fondation de la tour, des murs de soutenance en acier temporaires ont été construits pour créer l’espace pour la construction. Les murs se déformèrent, cédant à l’argile et à la boue et endommageant les trottoirs et bâtiments voisins, y compris l’église historique de la Trinité à travers la rue St. James. L’église de la Trinité a remporté un procès de 11 millions de dollars pour payer les réparations. 
En 1973, l'élément le plus dangereux de ce gratte-ciel flambant neuf et inoccupé était ses fenêtres en verre qui se brisaient et tombaient au sol. La police a même dû prendre des mesures nécessaires pour la sécurité en fermant les rues environnantes chaque fois que les vents atteignaient les 72 km/h. Cette année 1973, l'immeuble s'est vu recouvrir petit à petit de contre-plaqué ici et là du fait de la tendance fâcheuse des fenêtres à se briser quand il y avait beaucoup de vent. En effet, les différences de pression prédites par le théorème de Bernoulli fournissent une explication partielle du problème. (Boston Globe.),
Les occupants de l’étage supérieur souffraient du mal de mouvement lorsque le bâtiment balançait dans le vent. Pour stabiliser ce mouvement, deux poids de 300 tonnes ont été installés aux extrémités opposées du 58e étage. Le coût de l’amortissement était de 3 millions de dollars. Malgré cet amortissement, les ingénieurs ont découvert que le bâtiment pouvait tout de même tomber sous une certaine quantité de vent. La structure mise en place a donc été jugée instable et quelque 1 500 tonnes d’armatures en acier, coûtant cinq millions de dollars ont été rajoutées pour éviter un tel évènement. 

## Histoire
Tout en haut de la tour, se trouve un observatoire avec une très large vue spectaculaire et panoramique sur Boston. Ce fut une attraction très populaire. Malheureusement plus personne ne peut y accéder car l’endroit est fermé depuis septembre 2001, à la suite des attentats terroristes du 11 septembre de la même année. Il faut désormais se diriger vers le Prudential Tower pour admirer la vue sur Boston.
Les propriétaires du bâtiment citent la sécurité comme motif de la fermeture continue. Ils ont loué le pont pour des fonctions privées et ont exprimé leur intention de le remplacer par plus d'espace de bureau. 
Les fonctionnaires de la ville de Boston affirment que les préoccupations de sécurité sont à discuter, puisque la plupart des attractions similaires ont depuis longtemps rouvert. En outre, ils notent qu'une plate-forme d'observation publique était une exigence pour que les permis de construire originaux puissent bénéficier de la haute tour. Cependant, ils n'ont pas pu localiser la documentation de cette exigence.
En 2006, Broadway Partners avait acquis le bâtiment pour 1,3 milliard de dollars. D’ici 2009, ils avaient cessé de payer les prêts qu’ils utilisaient pour l’acheter, et il est donc tombé dans la saisie. 
Le 30 mars 2009, Hancock Place a été vendue aux enchères pour 660 millions de dollars par un regroupement de société de « Normandy Real Estate Partners » et de « Five Mile Capital Partners ». 
En octobre 2010, Boston Properties a acquis la tour pour 930 millions de dollars. 
Le changement de nom de « John Hancock Tower » à « 200 Clarendon Street » a eu lieu au milieu de l’année 2015, lorsque le bail de la société éponyme a expiré. Il avait été stipulé dans le contrat de location que le bâtiment conserverait le nom de « John Hancock » tant que « John Hancock Financial » était un occupant. 

## Galerie

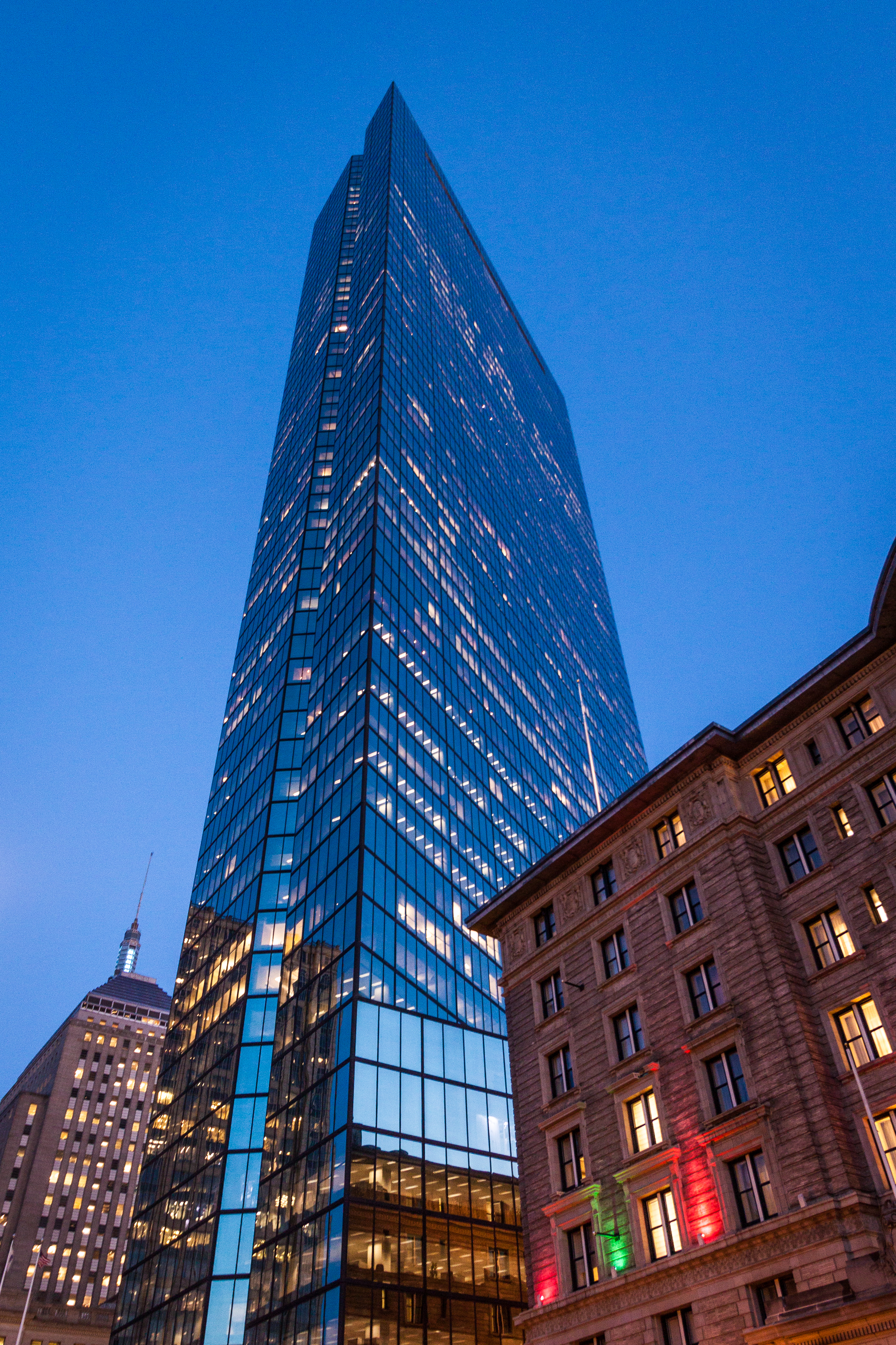
200 Clarendon Street durant l'heure bleue
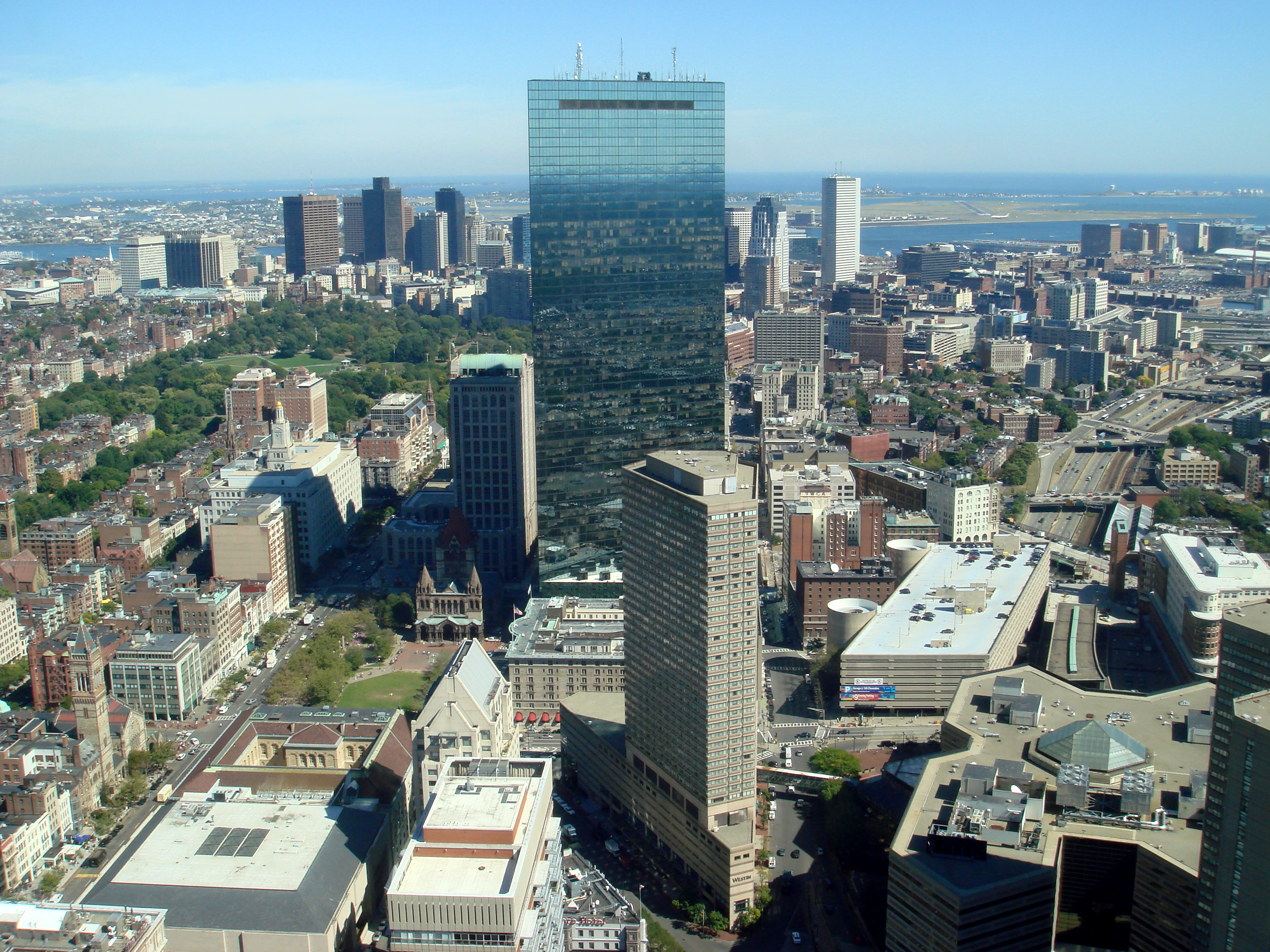
200 Clarendon Street.
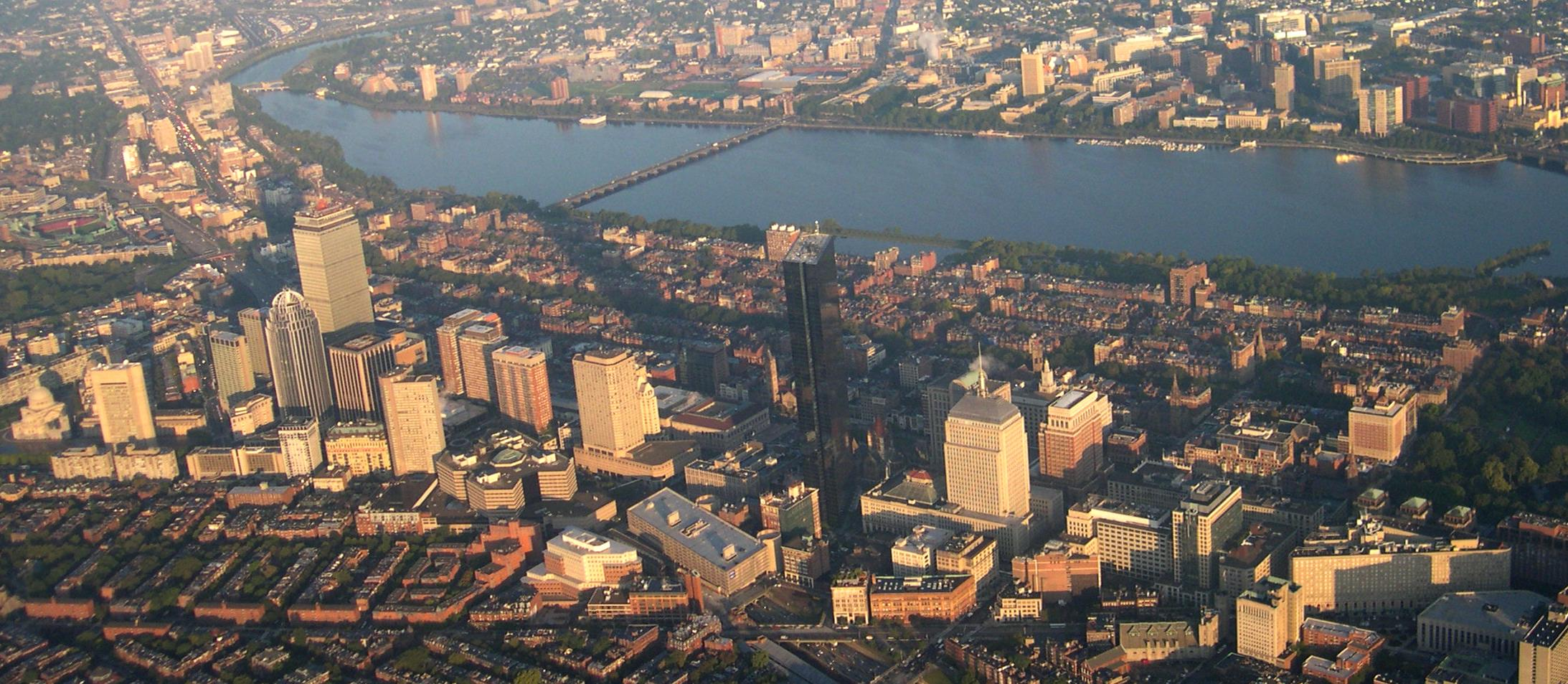
Photographie aérienne du quartier de Back Bay. On aperçoit le 200 Clarendon Street.